# Ctenoplectra australica
Ctenoplectra australica är en biart som beskrevs av Cockerell 1926. Ctenoplectra australica ingår i släktet Ctenoplectra och familjen långtungebin. Inga underarter finns listade i Catalogue of Life.

## Bildgalleri

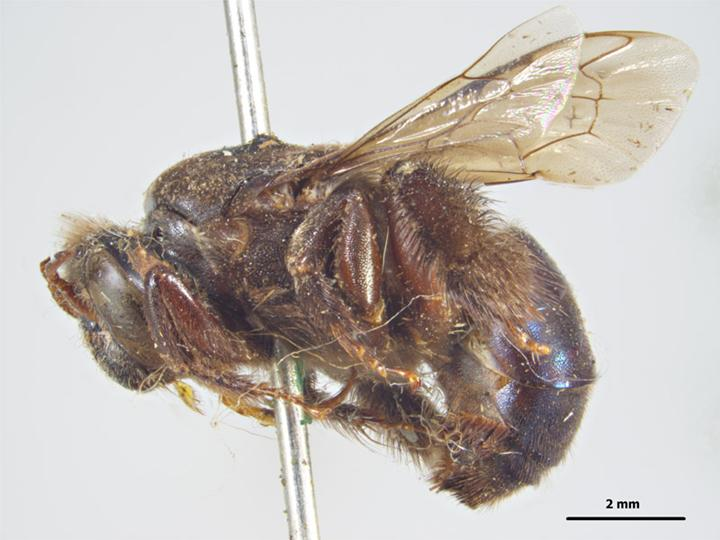